# Xenocranium pileorivale
Xenocranium pileorivale és una espècie extinta de mamífers paleanodonts que visqueren durant l'Eocè superior a Nord-amèrica. El seu nom genèric, Xenocranium, significa ‘crani estrany’, mentre que el seu nom específic, pileorivale, és una referència llatinitzada a la conca del Hat Creek, on es descobrí l'holotip de l'espècie.